# Marnix van Sint Aldegonde College
Het Marnix van Sint Aldegonde College was een school in Haarlem, opgeheven in 1992. Het in 1955 gebouwde pand aan de Planetenlaan in Haarlem-Noord is kenmerkend voor de wederopbouwperiode en werd in 2020 een gemeentelijk monument. Het biedt thans tijdelijke kantoorruimtes aan zzp'ers en start-ups.

## Geschiedenis
Het Christelijk College Marnix van Sint Aldegonde was oorspronkelijk in 1949 een bijschool van het Eerste Christelijk Lyceum aan de Emmakade in Haarlem-Zuid. Het tweede Christelijk Lyceum Marnix van Sint Aldegonde aan de Planetenlaan 3 en 5 in Haarlem-Noord is gebouwd in de periode 1951-1955.  
Bij de opening op 1 april 1955 werd in de hal een reliëf onthuld waarop het overleggende drietal van Filips van Marnix, Wigbolt Ripperda en Nicolaas van der Laan te zien is met op de achtergrond de stad Haarlem, die tegen de Spanjaarden wil opkomen. 
Het College werd opgeheven in 1992. Vervolgens werd de afdeling Welzijn van het Haarlems Nova College in het complex gehuisvest. Het pand werd in 2020 verkocht aan vastgoedondernemers.
Mede dankzij de inzet van de Historische Vereniging Haerlem heeft de gemeente Haarlem in 2020 besloten de panden Planetenlaan 3 en 5 met cultuurhistorische waarde tot gemeentelijke monumenten te benoemen. Vanwege deze status werden de voormalige school met bijhorende dienstwoning daarmee van de sloop gered. 
Het gebouw wordt thans gebruikt voor de verhuur van kantoorruimtes voor zzp'ers en start-ups.

## Beschrijving
Het gebouw bevindt zich in het Te Zaanenkwartier op de grens van de omliggende buurten Sinnevelt en de Planetenbuurt. 
De architecten Hendrik Willem van Kempen uit Bloemendaal en W. Groenewegen ontwierpen het schoolcomplex met bijbehorende dienstwoning in een sobere traditionalistische stijl, die kenmerkend is voor de wederopbouwperiode. Door staal en beton toe te passen is het gebouw een goed voorbeeld van de zogenaamde ‘shake-hands’ architectuur. Het complex heeft een besloten binnenruimte en groen rondom. 

## Bekende leraren en leerlingen
- Th. A. Fafié, leraar godsdienst.[3]

## Bron
- Team Erfgoed Afdeling Omgevingsbeleid (15 juli 2019). Bouwhistorische verkenning - Planetenlaan 5 Haarlem. Gemeente Haarlem. Gearchiveerd op 25 juni 2023.